# Teocuatlán
Teocuatlán är en ort i Mexiko.   Den ligger i kommunen San José Tenango och delstaten Oaxaca, i den sydöstra delen av landet, 300 km sydost om huvudstaden Mexico City. Teocuatlán ligger 1 119 meter över havet och antalet invånare är 271.
Terrängen runt Teocuatlán är kuperad norrut, men söderut är den bergig. Runt Teocuatlán är det ganska tätbefolkat, med 86 invånare per kvadratkilometer. Närmaste större samhälle är Isla Soyaltepec, 17,6 km öster om Teocuatlán. I omgivningarna runt Teocuatlán växer i huvudsak städsegrön lövskog.